# Qianjiang Motorcycle
Zhejiang Qianjiang Motorcycle Group Co., connu sous le nom de Qianjiang Motorcycle, est un fabricant chinois de motos fondé en 1985 (ci-après dénommé « QJ »), ayant son siège social à Wenling (province du Zhejiang).
C'est aujourd'hui l'un des plus grands fabricants de deux-roues en Chine. QJ est une société de 460 millions de dollars américains, propriété du groupe Geely, avec cinq filiales nationales, dix succursales, une filiale à l'étranger et plus de 14 000 employés. L'entreprise possède la marque italienne de motos Benelli, Keeway, QJ Motor et KSR Moto.

## Modèles
- QJ Motor SRV 125
- QJ Motor SRK 125s
- QJ Motor SRK 125r
- QJ Motor SRV 12